# Moisson
Moisson település Franciaországban, Yvelines megyében. Lakosainak száma 913 fő (2022. január 1.). Moisson Freneuse, Mousseaux-sur-Seine, Saint-Martin-la-Garenne, Haute-Isle, La Roche-Guyon és Vétheuil községekkel határos.

## Népesség
A település népességének változása:
| Lakosok száma | 923  | 951  | 972  | 977  | 978  | 979  | 959  | 936  | 913  |
|               | 2013 | 2015 | 2016 | 2017 | 2018 | 2019 | 2020 | 2021 | 2022 |